# Alavaara (Gällivare)
Alavaara, kleinere berg, is een dorp in het noorden van Zweden, dat op een heuvel van 285 meter ligt met dezelfde naam. Het dorp ligt in de gemeente Gällivare aan een eigen weg tussen Dokkas en Ampiaslantto. Het dorp is omstreeks 1830 gesticht.
Äijävaara · Alapää · Alavaara · Allavaara · Arro · Avvakko · Björkberget · Bönträsk · Dokkas · Fjällnäs · Flakaberg · Gällivare · Granhult · Grenselet · Grodberget · Hakkas · Härkmyran · Hornberg · Joentaus · Jutsavare · Kaalasluspa · Kääntöjärvi · Kaartijärvi · Kaartirova · Kaitum · Kattån · Keskijärvi · Killingi · Kilvo · Kilvokielinen · Koskivaara (Nattavaara) · Koskivaara (Skröven) · Koskullskulle · Kuolpa · Leipojärvi · Liikavaara · Lillsaivis · Linaälv · Malmberget · Mäntyvaara · Mårdudden · Markitta · Mettä Dokkas · Moskojärvi · Mukkavaara · Muorjevaara · Nattavaara · Nattavaara By · Neitiskaite · Neitisuanto · Nilivaara · Njarka · Norsivaara · Pahtopalo · Pålkem · Palo · Palohuornas · Pauki · Polcirkeln · Puoltikasvaara · Purnu · Purnuvaara · Raatukkavaara · Rantavaara · Ripats · Ruutti · Saanio · Sadjem · Saivorova · Sakajärvi · Sammakko-Lillberget · Sangervaara · Särkivaara · Sarvisvaara · Satter · Sjisjka · Skaulo · Skröven · Solberget · Soutujärvi · Storberget · Storsaivis · Stråberget · Suorvanen · Tidnokenttä · Tjautjas · Torasjärvi · Torrivaara · Ullatti · Urtimjaur · Vähävaara · Valtio · Vassaraträsket · Vettasjärvi · Vuottas · Yrttivaara